# Distrito electoral de Lost Creek (condado de Garden, Nebraska)
Lost Creek (en inglés: Lost Creek Precinct) es un distrito electoral ubicado en el condado de Garden en el estado estadounidense de Nebraska. En el Censo de 2010 tenía una población de 750 habitantes y una densidad poblacional de 0,48 personas por km².

## Geografía
Lost Creek se encuentra ubicado en las coordenadas 41°39′34″N 102°19′42″O / 41.65944, -102.32833. Según la Oficina del Censo de los Estados Unidos, Lost Creek tiene una superficie total de 1568.64 km², de la cual 1534.7 km² corresponden a tierra firme y (2.16%) 33.93 km² es agua.

## Demografía
Según el censo de 2010, había 750 personas residiendo en Lost Creek. La densidad de población era de 0,48 hab./km². De los 750 habitantes, Lost Creek estaba compuesto por el 98% blancos, el 0% eran afroamericanos, el 0.13% eran amerindios, el 0% eran asiáticos, el 0% eran isleños del Pacífico, el 0.27% eran de otras razas y el 1.6% pertenecían a dos o más razas. Del total de la población el 1.6% eran hispanos o latinos de cualquier raza.